# 広域警察
『広域警察』（こういきけいさつ）は、テレビ朝日系で2010年から2021年まで放送された刑事ドラマシリーズ。第1作 - 第9作は、ABCテレビが制作していた。全10回。主演は高橋克典。
第1作は『広域警察・ふたりの刑事』として放送。警察庁広域捜査課のアベック刑事が事件解決に挑む。
放送枠は「土曜ワイド劇場」（第1作 - 第8作）、「土曜プライム・土曜ワイド劇場」（第8作）、「ミステリースペシャル」（第9作）、「ドラマスペシャル」（第10作）。
「広域警察」とは、事件が複数の都道府県にまたがって発生した場合、都道府県警察間の調整および捜査を行う警察庁広域捜査課の通称。
2021年6月24日に放送の第10作では、亡くなった大杉漣の後任に勝村政信が出演した。2022年にテレビ朝日が不定期で放送されていた2時間サスペンスドラマ自体の放送の打ち切りが決定したため、2021年に放送された第10作を最後に制作されなくなったため終了した。

## 登場人物

### 警察庁広域捜査課
東圭太
演 - 高橋克典
階級は警部補。警視庁捜査一課からの出向。通称「派遣刑事（はけんデカ）」。警察庁が都道府県警察で煙たがられる存在であることは承知であり、多少のトラブルは飄々として受け流し、物腰は低く接する。それは「事件解決に縄張りは関係ない。」という信念からのものである。
伊達敏
演 - 大東駿介（第10作）
階級、出向元は不明。
大内孝太郎
演 - 片岡信和（第4作 - 第6作・第8作 - ）
若手刑事。階級は巡査部長。出向元は不明。第5作から、高村順一郎前課長の娘・美咲と交際していたが、第10作の時点で破局している。
趣味は気象予報（第10作）。
今井隆夫
演 - 青柳文太郎（第4作 - ）
刑事。第3作に登場した今井刑事とは別人。階級、出向元は不明。
小山剛史
演 - 生島勇輝（第6作 - 第8作）、加藤啓（第10作）
刑事。
中西みどり
演 - 小川菜摘
事務官。
内藤勝彦
演 - 勝村政信（第10作）
高村順一郎の後任として赴任してきた課長。東圭太の大学時代の剣道部の後輩。絵美の兄。

### 元広域捜査課員
高村順一郎
演 - 大杉漣（第1作 - 第9作・第10作〈回想〉）
警察庁広域捜査課長。階級は警視正。
佐伯夏美
演 - 山崎静代（南海キャンディーズ）（第1作 - 第3作）
大阪府から出向。組織犯罪対策担当だった肉体派。職場内の男女差別を乗り越えて叩き上げで現在の立場に上り詰める。第3作は札幌に出張中で不在のため回想での出演。
水沢夏彦
演 - 南圭介（第2作 - 第5作・第7作・第9作）
警察庁警察官であれば確実に巡査部長級以上だが階級、出向元は不明。
今井
演 - 西沢仁太（第3作）
刑事。第4作以降に登場する今井隆夫とは別人。
役名不明
演 - 本郷壮二郎（第4作）
刑事。
吉岡薫
演 - 山口大地（第7作）
刑事。

### その他
高村美咲
演 - 三浦葵（第5作）、石川理咲子（第8作・第9作）
高村順一郎の娘。バレエ教室の講師。
内藤絵美
演 - 松井玲奈（第10作）
内藤勝彦課長の妹。検察庁事務官。兄の先輩である東圭太とも旧知の仲で、仕事のついでに兄の様子を見に広域捜査課に時々顔を出す。

### ゲスト
第1作（2010年）
- 水島瑠璃子 - 古村比呂

「飛鳥の自然と遺跡を守る会」会員。岸田の死後団体の新リーダーとなる。喫茶店経営。
- 白井祐司（奈良県警奈良中央警察署刑事課 刑事・広域刑事コンビを冷遇する） - 井田國彦
- 岸田敦夫 - 野村宏伸

奈良学院大学 教授。殺人事件被害者。「飛鳥の自然と遺跡を守る会」代表。殺人事件の1週間前に同会の代表を辞任していた。その裏には…
- 漆原照久（画家・殺人事件被害者・ダイヤホテルと懇意にしている） - 木下ほうか
- 斉藤浩史（岸田のゼミの学生） - 永岡卓也
- 河村剛（「飛鳥の自然と遺跡を守る会」会員・ペンション経営） - 伊藤明賢
- 水島結花（瑠璃子の亡き娘） - 三原勇希
- 城田和也（東圭太の行きつけの喫茶店「ぶんぶん」マスター） - 南圭介
- 奈良県警鑑識課 主任 - 石井愃一
- 奈良県警奈良中央警察署刑事課 刑事 - 菊池健一郎
- 日野貴子（「飛鳥の自然と遺跡を守る会」会員・飛鳥資料館 職員） - 小柳友貴美
- 渡部正人（奈良県警奈良中央警察署刑事課 課長） - 島田順司
- ラーメン屋おやじ - 山里亮太
- 「飛鳥の自然と遺跡を守る会」会員 - 細川純一
- 岸田教授の助手 - 園英子
- 山崎久美子（ルポライター） - 平手舞
- 「ダイヤホテル」秘書 - いわすとおる
- 水島結花の高校の担任 - 須部浩美
- 警官 - 青柳文太郎
- 「ダイヤホテル」フロントマン - 石川典佳
- 「ダイヤホテル奈良」従業員 - 中山京子
- 水島結花を車で轢いた加害者 - 西村匡生
- 新藤祥子（ダイヤホテル社長） - 黒田福美
- その他 - 大橋寛展、阿部渡

第2作（2011年）
- 沢田千鶴 - 手塚理美

沢田健太郎の妻。喫茶店「竜胆」店主。松本市で喫茶店をしながら、逃亡中の健太郎を待ち続けている。
- 森本公明（高級老人ホーム「シルバーキャッスル」社長） - 本田博太郎
- 猪瀬稔 - 高知東生

工務店社長で町内会役員。老人ホームの誘致をとりまとめている。沢田健太郎とは高校の同級生。
- 鈴木正雄（小田原中央警察署捜査課 課長） - 大高洋夫
- 沢田健太郎（15年前の強盗殺人犯） - 由地慶伍
- 日高真彦（松本東警察署刑事課 警部） - 前田倫良
- 佐山（小田原中央警察署 署長） - 越村公一
- 井上昭雄（沢田健太郎の15年前の事件の共犯・第1被害者） - 岸端正浩
- 町田（小田原中央警察署捜査課 刑事） - 稲葉大助
- 井上昭雄の呑み仲間 - 斉藤清六
- ガソリンスタンド店員 - 本村健太郎
- 沢田千鶴のご近所さん - 松浪志保
- 井上昭雄の行きつけのスナックのママ - 大和なでしこ
- 村山（高級老人ホーム「シルバーキャッスル」社員） - 菊池隆志
- 猪瀬詩織（猪瀬稔の娘） - 池田レイラ（完熟フレッシュ)
- 居酒屋「益田」店主 - ケーシー高峰
- その他 - 保科光志、新家子弘、永井裕久、岡けんじ、奥本真司、柴田孝介

第3作（2012年）
- 相原真理子（広島県警捜査一課 巡査部長） - 田畑智子
- 磯村道雄（弁護士） - 渡辺いっけい
- 川瀬透（奈美の父・川瀬皮膚科医院 院長） - 佐藤B作
- 磯村弘美（道雄の妻） - 秋本奈緒美
- 磯村秀介（道雄と弘美の息子・一型小児糖尿病患児・誘拐される） - 林遼威
- 増田隆（井岡の遊び相手） - 渡邉紘平
- 宮本（広島県警捜査一課 課長） - 世古陽丸
- 本郷（広島県警 刑事） - 草野とおる
- 井岡浩二（磯村秀介誘拐事件の容疑者・井岡興産 社長・第1被害者） - JIN
- 広島県警 鑑識官 - 筒井巧
- 井岡剛三（浩二の父・井岡興産 会長） - 伏見哲夫
- 川瀬雪子（奈美の母・透の妻・故人） - 只野あっ子
- 高柳（井岡興産 会長秘書） - 大村彩子
- 有森加奈子（7年前の「太田川女子大生殺人事件」の証人・スナック「Kana」ママ） - 田中美奈子
- 川瀬奈美（透の娘・広島学院大学法学部の元学生・「太田川女子大生殺人事件」被害者） - 澁谷晶己
- 井岡興産 社員 - 大塚ヒロタ
- 薬剤師 - 小山待子
- 裁判長 - 阿部渡
- 広島学院大学事務員 - 林さやか
- 山谷和雄（広島市立広島市民病院 医師・津川の主治医） - 河島洋三
- TVニュースのアナウンサー - 上田晴美
- 津川哲也（元広島県警捜査一課 刑事） - 岩城滉一

第4作（2013年）
- 中井美和子（幸雄と初枝の娘・六本木のクラブ「七つ星」ホステス） - 小沢真珠（幼少期：照井里央菜）
- 中井幸雄（元漁師・25年前の木内守殺害事件の被疑者） - 小沢和義
- 谷川恭介（ルスツリゾート 社員・美和子の幼馴染） - 金子昇
- 香川忠彦（日央建設 社長） - 冨家規政
- 牧田由梨絵（クラブ「七つ星」ママ） - 濱田マリ
- 泉田浩二（美和子のストーカー・第3被害者） - なだぎ武
- 丸山隆一（北海道議会議員・第1被害者） - 岡本光太郎
- 北村忠雄（留寿都総合病院 内科部長・初枝の主治医・第2被害者） - 山内としお
- 三好辰夫（初枝の父・漁師） - 石井愃一
- 中井初枝（幸雄の妻・お食事処「なかい」元店主・若年性アルツハイマーにて留寿都総合病院に入院） - あめくみちこ
- 斉藤（登別マリンパーク 社員・元漁師） - 赤星昇一郎
- 下田（留寿都総合病院 看護婦） - 普天間みさき
- 木内守（登別中央警察署刑事課 元巡査部長・25年前の事件で殉職） - 下総源太朗
- 小林（登別中央警察署 刑事） - 渡辺寛二
- 風間保（北海道警 刑事） - 倉田昭二
- 窪田（クラブ「七つ星」ボーイ） - 菅裕輔
- お土産屋店員 - 菅原光季子
- 仁科貴子（北海道警 管理官） - 床嶋佳子
- その他 - 菊池隆志、岡けんじ、八神徳幸

第5作（2014年）
- 清水涼子（弁護士） - 黒谷友香
- 戸田沙織（看護師・第3被害者） - 高橋かおり
- 村田ユキ（竹中のターゲット・証券会社勤務） - 伊藤裕子
- 加藤千夏（竹中のターゲット） - 東風万智子
- 堀（墨田中央警察署 警部） - 阿南健治
- 水木明子（脱法シェアハウスの住人・第1被害者） - 吉井怜
- 伊原（証券会社支店長）  - 佐野圭亮
- 青木（荒崎警察署捜査課 刑事） - 若林久弥
- 木曽福島の喫茶店の店主  - お宮の松
- 三宅（木曽警察署 刑事） - 坂本あきら
- 牧田あや（脱法シェアハウスの住人） - 水木薫
- 水木明子の実家の隣人 - 川俣しのぶ
- 竹中を刺そうとした関西女（結婚詐欺被害者） - 明星真由美
- 谷村（村田ユキの顧客） - 松浪志保
- 雑誌の編集長 - 加藤満
- 鈴木（写真館主人） - 中平良夫
- 竹中一哉（結婚詐欺師・第2被害者） - 戸次重幸
- 前田（神奈川県警捜査一課 警部） - 大浦龍宇一
- 木島（脱法シェアハウスの運営メンバー） - デビット伊東
- 春日弥生（女子大生） - 山田朝華
- 婦人警官 - 白須慶子
- 殿山（天草漁師） - 加門良
- ホームレス - 大坪貴史
- 加藤香奈（千夏の娘） - 志村美空
- その他 - 大地泰仁、松田百香、平尾仁、是近敦之、野村昇史、阿井莉沙、福間文香、伊藤修子、保科光志、高倉亜樹、八神徳幸

第6作（2015年）
- 清水梓（清水の娘・清和サイクル工業 社長） - 高岡早紀（5歳：筧礼）
- 中原弘美（中原の妻） - 大路恵美（幼少期：河内ひより）
- 小森麻美（弘美の妹・さくら保育園 保母） - 前田亜季（幼少期：溝口咲來）
- 谷川美咲（中原の秘書） - 高樹マリア
- 中原陽介（工業デザイナー・第1被害者） - 小林正寛
- 春田吾郎（中原のサブのデザイナー） - 増田修一朗
- 佐々木（熊本県警天草中央警察署 刑事課長） - 春田純一
- 井出（熊本県警天草中央警察署 刑事） - まいど豊
- 殿山（天草漁師） - 加門良
- 河本（山梨県警河口湖警察署 刑事） - 春海四方
- 清田（山梨県警河口湖警察署 刑事） - 内山翔人
- 熊本県警天草中央警察署 刑事 - 野村修一
- 和泉（山梨県警河口湖警察署 刑事課長） - 中野剛
- 熊本県警天草中央警察署 刑事 - 伊藤毅
- 西山（天草信用金庫 職員） - 須部浩美
- 正子（弘美の養母・介護老人保健施設「みかじま」入居者） - 池田道枝
- 佐野文雄（弘美と麻美の父・25年前火事で死亡） - 飛鳥信
- 佐野昭江（弘美と麻美の母・25年前火事で死亡） - 樹原ゆり
- 清和サイクル工業 役員 - 橘進之助
- 川田次郎（弘美・麻美の両親の死亡事故を捜査した刑事） - モト冬樹
- 三村時雄（弘美宛の小切手の振出人・第2被害者） - 清水章吾
- 制服警官 - 島岡亮丞
- 富岳貸切自動車の配車係 - 田口主将
- 特許庁職員 - 高松潤
- 清和サイクル工業 役員 - 菊原祐太朗
- 弘美を目撃した女性 - 松元つや子
- おばあさん - 恩田恵美子
- 清水和正（清和サイクル工業の相談役） - 寺田農
- その他 - 木村知幸、石橋征太郎、深水恵里香

第7作（2016年）
- 坂東深雪（海鳴市議会議員） - 清水美沙（大学生：那須凜）
- 本条恵美（クラブ「オアシス」ホステス） - 滝沢沙織
- 上村穣一郎（康介の父・元海鳴市長） - 不破万作
- 坂東道明（深雪の夫・産廃処理業者「エバーグリーン」社長） - 冨家規政
- 倉橋幹雄（パチンコ屋「G-ONE」オーナー） - 井田國彦（青年期：大森大樹）
- 佐久間（徳島県警 刑事） - 矢崎文也
- 寺田（兵庫県警 刑事） - 加藤満
- 兵庫県警 刑事 - 澤井裕一
- 佐伯佳彦（深雪の亡父・元海鳴市長） - 福田裕也
- 「徳島県人会30周年記念パーティー」司会者 - 飛坂光輝
- 上村康介（海鳴市議会議員・第1被害者） - 井上智之
- 西田知展（キャバクラ店長） - 大門裕明
- 渚（クラブ「オアシス」ホステス・本条恵美の同僚） - 横町ももこ
- クラブ「オアシス」ママ - 大須賀裕子
- 記者 - ワタナベケイスケ
- 武藤（20年前 佐伯事務所に勤務） - 稲葉浩美
- 土産屋店員 - 内藤邦秋
- 徳島県立「渦の道」スタッフ - 野村修一
- 地蔵寺住職 - 窪田弘和
- 徳島県立鳴門海洋研究所の研究者 - 田井克幸
- 坂東深雪事務所のスタッフ - 三角園直樹
- 室田咲子（深雪の秘書） - 中田喜子
- 臼井始（パチンコ屋「G-ONE」店員・元徳島県警 刑事） - 岩城滉一
- その他 - 星野美恵子、渋谷めぐみ、久留飛雄己、高橋裕二、住友雅章、藤岡真一、河合幸子、明良まみこ、木村勇太

第8作（2017年）
- 沢村美沙（加奈子の義姉・「河口湖ホテル沢村」社長） - 中山忍（幼少期：石川実優 / 少女期：尾碕真花）
- 沢村百合（加奈子の娘・高村美咲のバレエ教室の生徒） - 本田望結
- 沢村美雪（美沙の妹・加奈子の義妹・イタリアンレストラン&バー「みゆき」経営者） - 北川弘美（幼少期：込山翔愛）
- 寺坂和夫（美沙の秘書・「河口湖ホテル沢村」番頭） - 松澤一之
- 高田澄子（水戸の元同棲相手・加奈子の友人・湘南のレストラン店主） - 山下容莉枝
- 沢村加奈子（沢村家の養女・薬品メーカー勤務・東圭太の元恋人） - 今野麻美
- 小池（「湖南荘」従業員） - 斎藤清六
- 水戸浩司（加奈子の実父・傷害前科者） - 佐野圭亮
- 山本（刑事・岡林の20年前の同僚） - まいど豊
- 警察庁刑事部長 - 佐渡稔
- 町井節子（沢村家の家政婦） - 大原ますみ
- 木下（神奈川県警 刑事） - 高松潤
- 稲本（神奈川県警 刑事） - 小豆畑雅一
- ほうとう屋「つじや」女店主 - 駒塚由衣
- 「陶房 清風庵」主人 - 信太昌之
- 沢村（健人の前妻・美沙と美雪の母・故人） - 街田しおん
- 軽トラックの運転手 - シェパード太郎
- 「土肥温泉ホテル沢村」フロント - 須部浩美
- リポーター - 石母田史朗、竹内和彦
- タクシードライバー - 井川哲也
- 沼津東星会病院 医師 - 正城慎太郎
- 「河口湖ホテル沢村」フロント - 南瀬嵩
- 沢村健人（三姉妹の父・資産家） - 伊吹吾郎
- 岡林良一（神奈川県警 管理官・両親が死亡後沢村家に引き取られる） - 鶴見辰吾

第9作（2017年）
- 辻元怜美（岸川の恋人・ヘルパー・本名「倉田佐織」） - 藤吉久美子
- 福島香織（福島精肉店 店員・旧姓「倉田」） - 藤田朋子（幼少期：児玉夏穂哩）
- 井場京介（鹿児島県議会議員） - 高杉瑞穂
- 加納伸彦（鹿児島県警 刑事・30年前の池山吾郎殺人事件の担当者） - 吉満寛人
- 池山吾郎（井場の叔父・不動産会社経営者・30年前の1987年10月18日 倉田家の階段から転落死） - 吉見一豊
- 倉田淳史（香織と佐織の父・倉田運輸 元社長・30年前の池山吾郎殺人事件の容疑者 → 獄中死） - 緒形幹太
- 岸川譲司（指名手配中の恐喝犯・フリーライター） - 猪野学
- 福島雄介（香織の夫・ふくしま牧場 社長） - 筒井巧
- 福島真奈（福島と香織の娘） - 松山佳奈依
- 奈良原（霧島温泉「おりはし旅館」従業員・国分駅の元駅員・倉田の友人） - 越村公一
- 山上（都城中央警察署 刑事） - 井上智之
- 木下（木下の息子・怜美を襲った男） - 寺井文孝
- 木下（怜美が1年前に四国で介護した男性） - 坂口進也
- 櫻文女学院中学校 教師（佐織の中学時代の担任） - 駒塚由衣
- 瀬下洋子（「霧島プレミアムホテル」支配人） - おおたにまいこ
- 村山（和洋菓子司「虎屋本舗」従業員・岸川の飲み仲間） - 菅裕輔
- ふくしま牧場 従業員 - 浅野隆志
- 主婦 - 浅野美砂
- 「呉服の丸中」主人 - 地蔵原勇
- 公園の子供 - 桑畑陽
- 新婦（高村美咲の友人） - 上徳倫弓
- 新郎 - 中島嵩平
- 倉田（香織と佐織の母・病死） - 吉田直子

第10作（2021年）
- 大多香苗（新道真理事務所 社長・会員制オンラインサロン「青い鳥」運営者） - 矢田亜希子
- 新道真理（作家・本名「三上夕菜」） - 西原亜希（少女期：内田未来）
- 今岡鏡子（今岡智司の妻） - 荻野友里
- 田所柾雄〈35〉（詐欺師・偽名「久遠淳史」） - 永岡佑
- 今岡智司〈38〉（八友商事 総務部長） - 小多田直樹
- 野上（新道真理の出版担当者） - まいど豊
- 女子少年院「栃木女子学園」法務教官 - 駒塚由衣
- 弥生書房 店主 - 斉藤清六
- みみずく書店 店主 - 杉村暁
- 田所が借りていたアパートの管理人 - 小柳友貴美
- 斉藤（田所の飲み仲間のチンピラ） - 谷山知宏
- 内田（冒頭の通報者） - 堀田ヤスヨ
- 根本祐作（神奈川県警横浜東警察署 刑事） - 大鶴義丹

## スタッフ
- 脚本 - 福島治子（第1作）、安井国穂（第2作 - 第6作）、鈴木智（第7作）、谷口純一郎（第8作 - ）
- 監督 - 吉川一義
- 選曲 - 山川繁
- 技斗 - 深作覚
- チーフプロデューサー - 黒田徹也（テレビ朝日 / 第10作）
- 現プロデューサー - 浦井孝行（国際放映〈第1作 - 第7作〉 → オスカープロモーション〈第8作 - 第9作〉 → アップサイド〈第10作〉）、山川秀樹（テレビ朝日 / 第10作）、岸川正史（アップサイド / 第10作）
- 旧プロデューサー - 深沢義啓（ABC / 第1作 - 第9作）、櫻井美恵子（国際放映 / 第1作 - 第4作）、伊藤由彦（国際放映 / 第5作 - 第9作）
- 製作 - ABC（第1作 - 第9作）、国際放映（第1作 - 第9作）、テレビ朝日（第10作）、アップサイド（第10作）

## エピソードリスト
| 話数 | エピソードタイトル | 初回放送日     | 脚本       | 監督     | 視聴率 |
| --- | --- | -------------- | ---------- | -------- | ------ |
| 1 | 〜遷都1300年 奈良、飛鳥、平城京をめぐる連続殺人事件！ 阿修羅と美少女に秘められた驚愕の真実とは!?                                                | 2010年5月8日   | 福島治子   | 吉川一義 | 12.3%  |
| 東京と奈良のホテルチェーンで爆発物騒ぎが発生。事件は未遂に終わったが、飛鳥でのホテル建設反対運動の主催者が東京の芝で殺害された。謎を追うために2人の広域刑事が奈良に向かう。 | |                |            |          |        |
| 2 | 時効廃止が運命を変えた！ 夫婦の絆と黄色いリボンに隠された女の情念!! 松本・小田原・横浜…連続殺人の点と線を追え！                                 | 2011年5月21日  | 安井国穂   | 吉川一義 | 15.7%  |
| かつて長野県松本市で発生、高村課長が容疑者を逮捕し損ねた強盗殺人事件が未解決のまま15年目を迎えた。この一年以内に逮捕出来なければ公訴時効が成立する。そんな時、当該事件の共犯者が小田原で殺害された。2010年の刑事訴訟法改正により、この件については時効はない。松本・小田原で、事件が大きく動き始めた。                                                             | |                |            |          |        |
| 3 | 奪われた身代金！東京〜神戸〜広島 誘拐犯を追え！ 泥で汚れた浴衣美人の悲劇とは？刑事たちの執念が真実を暴く!!                                      | 2012年11月17日 | 安井国穂   | 吉川一義 | 14.4%  |
| 東京で弁護士の息子が誘拐された。身代金受け取りは広島市で行われ、まんまと身代金は奪われてしまう。捜査が進み、7年前の殺人事件の容疑者で、裁判で無罪となった男が誘拐事件の容疑者に浮かぶが、殺されてしまう。 | |                |            |          |        |
| 4 | 東京〜札幌〜登別温泉 殺人犯は何処に消えたのか？ 凶器は25年前に海に沈んだはずの拳銃!? 美人ホステスを苦しめた驚愕の真実とは？                     | 2013年10月19日 | 安井国穂   | 吉川一義 | 14.1%  |
| 1988年登別市で、警察官が拳銃を強奪され射殺される事件が起きた。犯人は逮捕されたが奪われた拳銃は見つからなかった。そして25年後の2013年、東京と留寿都村で、その拳銃による殺人事件が起きた。25年前の事件の真実が明らかになるが、それは意外な所からのものだった。 | |                |            |          |        |
| 5 | 婚活パーティーに潜入捜査！容疑者は結婚詐欺師の被害者たち？ 美人弁護士が追求した真実と残された片方のピアスが語った驚愕の真実!!                   | 2014年10月25日 | 安井国穂   | 吉川一義 |        |
| 東ら広域捜査課が、関西から流れてきた結婚詐欺師を追っている最中、非番で神奈川県の荒崎海岸でデート中の大内刑事が、身元不明の女性の遺体を発見し、偶然にも第一発見者となった。殺人事件の捜査が進む中、結婚詐欺師が墨田区で殺害される。更に、殺人被害者が戸籍売買にて素性が変わっていたことが判明し、東は、被害者がトラベルライターの仕事で訪れていた木曽福島へ向かう。 | |                |            |          |        |
| 6 | 殺人犯は美人妻?! 夫殺しの容疑者が逃亡か！残された2000万円と謝罪の手紙 「山梨〜熊本〜天草」連続殺人に渦巻く女たちの執念と復讐！                  | 2015年6月27日  | 安井国穂   | 吉川一義 | 10.2%  |
| 河口湖で、有名な工業デザイナーが殺害され、容疑者となった妻が逃亡した。他県への逃亡の恐れがあることから東ら広域捜査課が動き出し、容疑者の妹の住む熊本県三角町へ向かった。容疑者姉妹の両親は25年前の火災事故で亡くなっていたが、その裏には… | |                |            |          |        |
| 7 | 鳴門の渦が呑み込んだ殺人の記憶 神戸〜徳島〜東京〜大阪を巡る忘却と復讐の愛憎劇!! 美しすぎる市長候補を取り巻く陰謀と純愛の結末!!                  | 2016年2月20日  | 鈴木智     | 吉川一義 | 9.4%   |
| 徳島県の海鳴市（ロケ地は鳴門市）では、市長選が2週後に迫っていた。そんな中、神戸市で候補の市議会議員が殺害され、続いて東京で、対立候補の市議会議員が襲われた。東ら広域捜査課が動く中、20年前の不審死事件の謎と裏が明らかになっていく。 | |                |            |          |        |
| 8 | ママを殺した犯人捕まえて!! 河口湖〜富士山〜土肥温泉を巡る殺人事件！ 愛憎と純愛と謎の遺産相続！ 資産家一族の悲劇の歴史に巻き込まれた少女を守れ！ | 2017年1月14日  | 谷口純一郎 | 吉川一義 | 11.7%  |
| | |                |            |          |        |
| 9 | 宮崎〜鹿児島〜熊本・始まりは詐欺師殺人！ 不思議な女と影ある女とイケメン政治家 騙し騙されの愛憎劇に刑事が迫る!! 薩摩切子に隠された驚愕の真実！   | 2017年9月21日  | 谷口純一郎 | 吉川一義 | 9.7%   |
| | |                |            |          |        |
| 10 | 山梨〜横浜〜熱海巡る殺人事件！ 疑惑の人気覆面作家と背後に潜む謎の女たちの嫉妬と愛憎バトル!! 青い鳥が運ぶ…20年前に隠された衝撃真実               | 2021年6月24日  | 谷口純一郎 | 吉川一義 |        |
| | |                |            |          |        |

- 視聴率はビデオリサーチ調べ、関東地区・世帯・リアルタイム。